# Hiroki Nakayama
Hiroki Nakayama (japanisch 中山 博貴 Nakayama Hiroki; * 13. Dezember 1985 in der Präfektur Kagoshima) ist ein ehemaliger japanischer Fußballspieler.

## Karriere
Nakayama erlernte das Fußballspielen in der Schulmannschaft der Kagoshima Josei High School. Seinen ersten Vertrag unterschrieb er 2004 bei den Kyoto Purple Sanga (heute: Kyoto Sanga FC). Der Verein spielte in der zweithöchsten Liga des Landes, der J2 League. 2005 wurde er mit dem Verein Meister der J2 League und stieg in die J1 League auf. Am Ende der Saison 2006 stieg der Verein in die J2 League ab. Am Ende der Saison 2007 stieg der Verein wieder in die J1 League auf. Am Ende der Saison 2010 stieg der Verein in die J2 League ab. 2011 erreichte er das Finale des Kaiserpokal. Für den Verein absolvierte er 221 Ligaspiele. Ende 2015 beendete er seine Karriere als Fußballspieler.

## Erfolge
Kyoto Sanga FC
- Kaiserpokal

Finalist: 2011